# Grafički papir
Grafički papir može biti papir za pisanje, za crtanje i za tisak. Između prvih dviju vrsta nema veće razlike u načinu proizvodnje i svojstvima. Od papira za pisanje posebno se traži da su prikladni za pisanje tintom, to jest da se tinta ne razlijeva. To svojstvo, koje je danas sve manje važno, postiže se dodavanjem keljiva, u prvom redu prirodnih smola, u papirnu masu prilikom proizvodnje. 
Najveći dio proizvedenog papira služi kao tiskovni papir (papir za tisak). Pri tom se razlikuje tisak teksta (knjige, novine, časopisi) od tiska ilustracija (plakati, prospekti, reprodukcije), pa se prema tome u tiskarstvu upotrebljava mnogo različitih vrsta papira. Tako se za knjige luksuznih izdanja primjenjuje vrlo kvalitatan bezdrvni papir, koji za ilustracije mora biti još posebno gladak i zatvorenih pora. S druge strane, novinski papir (roto papir) i papir za jeftine časopise sadrži i do 90% drvenjače, a često i mnogo tvari dobivenih preradom starog papira.

## Podjela
Najvažniji su grafički papiri: ofsetni papir, novinski papir, crtaći papir i papir za računala.

### Ofsetni papir
Ofsetni papir je dimenzijski stabilan, keljen, a radi stabilnosti nanesenih boja u ofsetnom tisku njegova pH-vrijednost treba biti oko 4,5. Ofsetni papir je strojnogladak papir namijenjen za ofsetni tisak. Kako taj tisak ovisi o kvaliteti papira više od bilo kojeg drugog tiskarskog postupka, to se od ofsetnog papira vrlo mnogo traži s obzirom na dimenzijsku stabilnost, površinsku čvrstoću, prašenje, čerupanje, jednoličnu debljinu i vlažnost.

### Plakatni papir ili afišni papir
Plakatni papir ili afišni papir većinom se proizvodi u jarkim bojama, jednostrano gladak, nekeljen ili slabo keljen, podesan za tisak plakata i letaka.

### Biblijski papir
Biblijski papir ubraja se u grupu tankih tiskovnih papira. To je vrlo kvalitetan bezdrvni papir izrađen od lanenog vlakna ili od drvne celuloze s primjesom celuloze od prerađenog otpadnog tekstilnog materijala biljnog porijekla. Dorađen je satiniranjem, vrlo je čvrst, gramature od 25 do 50 g/m2, djelomično proziran, bijel do slabo žute boje. Upotrebljava se za tiskanje priručnih knjižica malog formata i tankih listova kao što su džepni kalendari ili, na primjer, Biblije, po kojoj je tako nazvan, zatim za tiskanje prospekata, uputa za upotrebu lijekova i tako dalje.

### Pelirni papir
Pelirni papir ili florpost papir je vrlo fini bezdrvni papir, tanak, lako proziran, visoko satiniran, bez punila, bijel ili obojen, gramature od 25 do 40 g/m2. Upotrebljava se kao pisaći papir, zatim za tiskanje ljekarničkih uputa, a proizveden u jednoj ili više boja služi kao fini omotni papir.

### Visokosjajni papir
Visokosjajni papir je osobito oštro satinirani papir ili karton velike glatkoće i visokog sjaja. Na takvim se papirima postižu vrlo kvalitetne reprodukcije s najbogatijom paletom tonova.

### Novinski papir
Novinski papir ili roto papir je izrađen od jeftinih vlakana, najčešće drvenjače, obično je slabo bijeljen i strojno gladak. Novinski papir je srednjefini papir s mnogo drvenjače i s malim udjelom punila (kaolina). Neobojen je ili slabo obojen, strojnogladak, gramature od 50 do 55 g/m2, sadrži do 10% vlage kako ne bi bio previše krhak. Ne smije sadržavati grubih nečistoća, pješćanih zrnaca i djelića drvenjače. Izrađuje se u velikim koturima (valjcima) i služi za tisak dnevnih i periodičnih listova na rotacijskom stroju.

### Ilustracijski papir
Ilustracijski papir je većinom srednjefini, ponekad i bezdrvni papir, djelomično keljen, visoke glatkoće, do 30% pepela, gramature od 55 do 80 g/m2. Upotrebljava se za tiskanje periodičnih izdanja u kojima osim teksta ima i mnogo slika.

### Papir za umjetnički tisak
Papir za umjetnički tisak (još i kunstdruck papir) je bezdrvni ili srednjefini papir, obostrano jednolično prekriven slojem pigmenata, velike glatkoće i visokog sjaja, gramature od 80 do 350 g/m2. Namijenjen je za tisak s finim rasterom za ilustrirane knjige, časopise, kataloge, prospekte i višebojne umjetničke reprodukcije. Osim sjajnog, može biti premazan i mat premazom.

### Voluminozni tiskovni papir
Voluminozni tiskovni papir je mekan, elastičan, strojnogladak, bezdrvni papir male gustoće i bez punila. Od papira te grupe najpoznatiji je perolaki papir.

### Crtaći papir
Crtaći papir je bezdrvan, bijeljen, dobro keljen, gladak, visoka opaciteta (slabe prozirnosti). Crtaći papir i karton izrađeni su od drvne celuloze i otpadnog tekstilnog materijala. Samo školski crtaći papiri imaju primjese drvenjače. Dobro su keljeni, vrlo otporni na brisanje, neznatne su glatkoće, a neki tehnički papiri i papiri za umjetničke slike mogu imati vrlo zrnatu površinu. Razlikuje se papir za crtanje ugljenom, kredom, akvarelom, temperom i uljem, crtaći papir za školsku upotrebu i za crtanje perom. U tehničke svrhe upotrebljava se crtaći papir za radioničke nacrte, prozirni ili transparentni crtaći papir, naravni paus papir, uljni paus pair i paus platno.

#### Akvarelni papir
Akvarelni papir izrađuje se kao bezdrvni crtaći papir (gramatura od 80 do 350 g/m2), kao srednjefini crtaći papir za školske crtanke ili od otpadnog tekstilnog materijala kao strojnoglatki papir.

### Dijagramski papir
Dijagramski papir je bezdrvni, dobro satinirani pisaći papir gramature od 80 do 120 g/m2, velike dimenzijske stabilnosti i otpornosti na brisanje. Izrađuje se ponekad kao prozirni papir na kojemu se tiska koordinatni raster (milimetarski, logaritamski i slično). U obliku kotura (kružnog oblika) ili dijagramskih okruglih listova služi za bilježenje podataka na mjernim instrumentima.

### Listovni papir
Listovni papir je bezdrvni bijeli ili blago obojeni, punokeljeni, satinirani papir, gramature od 60 do 100 g/m2. Upotrebljava se za pisanje rukom.

### Paus papir
Paus papir je proziran, tanak bezdrvni crtaći i pisaći papir, vrlo tvrd i čvrst, bez punila, dobro keljen površinski ili u masi, proniknut nekim sušivim uljem, lakom ili balzamom.

### Pisaći papir
Pisaći papir je bezdrvni papir, srednjefini papir ili papir s malom primjesom drvenjače, gramature od 60 do 90 g/m2. Bijel je ili obojen pastelnim tonovima, satiniran ili strojnogladak, a bolje vrste imaju vodeni znak. Upotrebljava se za pisanje, punokeljen je i neproziran, pa se tintom može pisati na obje strane.

### Papir za računala
Papir za računala je strojno gladak, rjeđe i satiniran, prodaje se u rolama i u formatima prilagođenima računalima. 

### Uredski papir
Uredski papir je bijeli, bezdrvni, punokeljeni pisaći papir s dobrim mehaničkim svojstvima, gramature od 70 do 80 g/m2. Služi kao papir za spise trajne vrijednosti koji se često upotrebljavaju.